# Metropolitan Borough of Wirral
Wirral är ett storstadsdistrikt (kommun) i Merseyside i England,  Storbritannien. Distriktet har 281 027 invånare (2022). Det ligger på halvön Wirral med floden Mersey på dess östra sida. På andra sidan Mersey ligger Liverpool och stora delar av Wirral utgör förorter till Liverpool.
Större orter är: Bebington, Birkenhead, Wallasey och West Kirby.
I distriktet finns:
- kullen Bidston Hill
- ön Hilbre Island
- floden River Dee
- stranden Thurstaston Beach